# Cixidia kasparyani
Cixidia kasparyani är en insektsart som beskrevs av Anufriev 1988. Cixidia kasparyani ingår i släktet Cixidia och familjen vedstritar. Inga underarter finns listade i Catalogue of Life.